# Леонов, Александр Георгиевич (конструктор)
Алекса́ндр Гео́ргиевич Лео́нов (род. 26 февраля 1952, Моршанск, Тамбовская область, РСФСР, СССР) — советский и российский конструктор, разработчик, испытатель, организатор и руководитель работ в области создания космических систем и ракетных комплексов с крылатыми и баллистическими ракетами, генеральный директор, генеральный конструктор акционерного общества «Военно-промышленная корпорация „Научно-производственное объединение машиностроения“» (с 14 ноября 2007 года).
Герой Труда Российской Федерации (2019), Заслуженный машиностроитель Российской Федерации, лауреат Премии Правительства Российской Федерации в области науки и техники. Почётный гражданин Московской области (2022).
Заведующий кафедрой СМ-2 «Аэрокосмические системы» Московского государственного технического университета имени Н. Э. Баумана, доктор технических наук, профессор.
В 2024 году являлся доверенным лицом кандидата в президенты России Владимира Путина.
23 февраля 2024 года Леонов внесён в санкционный список стран Евросоюза как генеральный директор АО Машиностроение, «производящее ракеты П-800 "Оникс", которые используются российскими вооружёнными силами в агрессивной войне против Украины».